# Leptotarsus (Longurio) dolichoros
Leptotarsus (Longurio) dolichoros is een tweevleugelige uit de familie langpootmuggen (Tipulidae). De soort komt voor in het Afrotropisch gebied.